# Katarzyna Barbara Branicka
Katarzyna Barbara Branicka z Radziwiłłów (ur. 6 grudnia 1693 w Białej, zm. 16 października 1730 w Białymstoku) – pierwsza żona hetmana Jana Klemensa Branickiego.

## Życiorys
Katarzyna Barbara była córką księcia Karola Stanisława Radziwiłła i księżniczki Anny Katarzyny z Sanguszków. Była siostrą Michała Kazimierza (zwanego Rybeńko), Hieronima Floriana i Tekli Róży.

## Małżeństwo z hetmanem Janem Klemensem Branickim
1 października 1720 w Białej Podlaskiej Katarzyna Barbara Radziwiłłówna wyszła za mąż za hetmana Jana Klemensa Branickiego. Małżeństwo poprzedziła umowa przedślubna z 29 września 1720 roku, w której zagwarantowano panu młodemu posag w wysokości 200 000 zł (do wypłacenia w dwu ratach – w 1721 i 1722 roku). Przekazano także wyprawę składającą się z ruchomości i kosztowności o wartości 200 000 zł. Ruchomości, które otrzymała Katarzyna Barbara Radziwiłłówna, weszły w skład wyposażenia stale rozbudowywanego pałacu w Białymstoku. Jeszcze po pół wieku (w inwentarzach z 1772 i 1775) udało się przyporządkować trzy obiekty – dwa łóżka i obraz – które znalazły się w wyprawie z 1720 roku.